# Slangens vej
Slangens vej (originaltitel: Ormens väg på hälleberget) er en svensk dramafilm fra 1986 skrevet og instrueret af Bo Widerberg med Stina Ekblad i hovedrollen. Den er baseret på en roman fra 1982 af Torgny Lindgren.

## Handling
Filmen foregår i en landsby i Västerbotten i sidste halvdel af det 19. århundrede. Tre kvinder i en fattig familie bliver tvunget til at betale familiens stadigt stigende gæld til ejeren af den lokale butik ved at have sex med ham. En af disse kvinder, som er tvunget til dette, er Tea Alexisdotter.

## Medvirkende (i udvalg)
- Stina Ekblad - Tea Alexisdotter
- Stellan Skarsgård - Karl Orsa Markström
- Reine Brynolfsson - Jani
- Johan Widerberg - Jani som barn
- Pernilla August - Eva
- Melinda Kinnaman - Eva som barn
- Pernilla Wahlgren - Johanna
- Tomas von Brömssen - Jakob
- Ernst Günther - Ol Karlsa
- Birgitta Ulfsson - mormor

## Udmærkelser
Stina Ekland vandt i 1987 en Guldbagge for sin hovedrolle i filmen.